# Месје 85
Месје 85 (М85) је лентикуларна галаксија у сазвежђу Береникина коса која се налази у Месјеовом каталогу објеката дубоког неба.
Деклинација објекта је + 18° 11' 27" а ректасцензија 12h 25m 23,9s. Привидна величина (магнитуда) објекта М85 износи 9,1 а фотографска магнитуда 10,0. Налази се на удаљености од 15,343 милиона парсека од Сунца. М85 је још познат и под ознакама NGC 4382, UGC 7508, MCG 3-32-29, KCPG 334A, CGCG 99-45, VCC 798, PGC 40515.